# Регіна (джерело)
Мінеральне джерело «Регіна» — цілюще джерело, яке знаходиться за 3 км на захід від с. Житники Мурованокуриловецького району Вінницької області.

## Історична довідка
За 3 км на захід від с. Житники Мурованокуриловецького району б'є джерело. Місцеві жителі пили цю воду, дивувалися її чудодійним властивостям, але промисловий розлив «Регіни» почався з 1898 року, коли нею зацікавився заповзятливий польський дворянин Олександр Сабанський, якому належали і ліс, і саме джерело.

### Етимологія
Легенди ходять різні, проте в їх основі лежить реальний факт, що мав місце наприкінці ХІХ ст.
У той час у Вінниці було три аптеки. Окрім медикаментів, там продавали мінеральні води «Боржомі», «Нарзан», «Гуніан-Яніс» і «Регіна». Перші три були вже відомі людям, а остання тільки пробивалася до визнання. Задовго до згадуваних подій місцеві жителі знали про цілющі властивості цієї води. Вони користувалися нею при лікуванні багатьох недуг. Можливо, залишилося б це джерело лісовим, якби не хвороба поміщицької доньки Регіни. Дівчина була краси незрівнянної. Вона важко захворіла на виразку шлунка і ніхто нічим не міг зарадити панночці. Улітку 1898 року поміщик О. Сабанський, який жив у Петербурзі, приїхав до Мурованих Курилівців на відпочинок. Разом з ним прибули дружина та донька Регіна. Дівчинці тут дуже подобалось, і вона багато гуляла чарівною природою. І ось одного дня до Сабанських приїхав старий лісник Аверкій. Він порадив дівчині пити джерельну воду тричі на день, бо вона цілюща. Панночка послухалася поради і їй привозили воду у маєток прямо з джерела, на цій воді готували їжу, вона вмивалася нею. Минуло трохи часу і сталося диво — красуня Регіна знову розцвіла. На честь цієї події поміщик назвав джерело її ім'ям.

### Розвиток виробництва
Згодом, за вказівкою Сабанського, у лісі біля джерела спорудили невеликий будинок. У ньому «Регіну» розливали в баки і перевозили до станції Котюжани. Там зливали у цистерни і відправляли у Німеччину, Францію, Польщу та інші країни. У дореволюційні роки мінеральна вода «Регіна» здобула дві медалі за першість на виставці столових вод у Відні та Варшаві. Протягом десяти років «Регіна» була відзначена срібними медалями на виставках в Цихоцинку, Люблині, Проскурові. За роки революції та громадянської війни примітивний цех із розливу «Регіни» був зруйнований. А саме джерело струмило воду, як і раніше. Нею стали користуватись усі, хто жив поблизу.
Після революції про джерело на довгий час забули. Тільки в 1946 році були зроблені повторні аналізи. І знову — затишшя. На початку 50-х років минулого століття краєзнавець Л. І. Шипович записав спогади старожилів с. Житники, які колись працювали у пана Сабанського. Йому вдалося довідатися, що в дореволюційний період на джерелі було споруджено криницю зі стінами метрової товщини і овальний басейн. Воду подавали трубами з басейну в розливну кімнату, а зайву випускали у струмок. За добу тут розливали 2000 пляшок газованої води залежно від попиту. Біля джерела спорудили житловий будинок і два льохи.

## Мурованокуриловецький завод мінеральної води «Регіна»
У 1960 році радянська влада ухвалила рішення про використання мінеральної води «Регіна», тому був збудований завод у Мурованих Курилівцях, який почав діяти у 1962 році. У нових цехах були встановлені лінії чеського виробництва. Потужність підприємства становила 1,5 млн пляшок на рік, після реконструкції — близько 29 млн пляшок. Чверть століття відпрацював директором підприємства Борис Терентійович Мельник.
Від жовтня 1995 року підприємство перетворили у відкрите акціонерне товариство «Мурованокуриловецький завод мінеральної води „Регіна“», яке згодом увійшло до складу корпорації «Прем'єр-фінанс». Сьогодні правління ПрАТ очолює досвідчений господарник Ілля Кагляк. Вода «Регіна» наближається за своїм складом до відомих Березовської та Трускавецької мінеральних вод. Її рекомендують людям із захворюваннями кишково-шлункового тракту. Вода має приємний смак. Навіть при тривалому зберіганні не втрачає своїх якостей.

## Нагороди
Схвальні відгуки «Регіна» отримала на виставках досягнень народного господарства у Києві (1986), Москві (1987), визнана екологічно чистою у номінаціях «Довкілля для Європи» (Київ, 2003), одержала диплом і знак якості «Вища проба» національної програми «Лідери XXI століття» (2004).
Навесні 2004 року у Києві в рамках Міжнародної програми під патронатом Президента України «Регіну» було нагороджено Знаком «Екологічно чиста продукція» з правом нанесення на етикетку. У вересні 2004 року на святі пива, що відбулося в столиці України, за оцінкою російських, німецьких та інших спеціалістів «Регіну» було нагороджено срібною медаллю. У квітні 2004 року на виставці безалкогольних напоїв в Одесі «Регіну» було нагороджено золотою медаллю.

## Сучасний стан
У 2007 році були побудовані каптажі джерел № 2 і № 3, з яких вода самопливом надходить у закриту ємкість джерела № 1. При виробництві «Регіни» не застосовуються консерванти і хімічне очищення. Технологія розливу забезпечує дотримання найвищих санітарних норм. Кварцове очищення води дозволяє повністю зберегти її природну формулу, яка залишається незмінною вже понад 100 років, — з дня відкриття джерела.

### Асортимент продукції
Вода:
- Мінеральна вода «Регіна» газована (0,5; 1; 1,5 л)
- Мінеральна вода «Регіна» негазована (0,5; 1; 1,5; 5; 18,9 л)

Газовані напої:
- «Регіна-Ананас»
- «Регіна-Апельсин»
- «Регіна-Груша-дюшес»
- «Регіна-Клубника»
- «Регіна-Лимон»
- «Регіна-Лимон-лайм»
- «Регіна-Лимонад»
- «Регіна-Персик»
- «Регіна-Яблуко»
- «Регіна-Квасовый»